# Dibrski okrug
Dibërski okrug (albanski: Qarku i Dibrës) je jedan od 12 okruga Albanije. Glavni grad okruga je Peshkopi (Piškopeja).
Sastoji se od sljedećih distrikata:
- Bulqiski distrikt
- Dibrski distrikt
- Matski distrikt

Okrug Dibër graniči sa Sjevernom Makedonijom te sa sljedećim okruzima:
- Kukëski okrug: sjever
- Elbasanski okrug: jug
- Lješki okrug: sjeverozapad
- Drački okrug: zapad
- Tiranski okrug: jugozapad